# ヘムステッド (ニューヨーク州)
ヘムステッド（英: Hempstead）は、アメリカ合衆国ニューヨーク州の南東部、ナッソー郡の町である。同郡の南西部を広く占めており、郡内3つの町の1つである。町内に22の法人化された村が、その全体あるいは一部が入っている。2020年の国勢調査で町全体の人口は793,409人で、ナッソー郡の人口（2020年時点で1,395,774人）の半分を超えており、ニューヨーク州の町では最大である。町の中に同名のヘムステッド村も入っている。その人口は2020年時点で59,169人であり、これもニューヨーク州最大の村である。
ヘムステッド町を市に法人化した場合、人口では州内第2位の都市であるバッファロー（2020年時点で278,349人）の3倍近くの人口を抱え、ニューヨーク市に次ぐ第2位に相当する。国内の都市と比較しても第18位に相当し、カリフォルニア州サンフランシスコ市（873,965人）とワシントン州シアトル市（737,015人）の間に来る。ヘムステッド町の人口密度はサンフランシスコ市には及ばないものの、シアトル市よりも高い。

## 歴史
ヘムステッド町となった地域では、イングランド人開拓者ジョン・カーマンとロバート・フォーダムが1643年にレナペ族インディアンと条約を結んだ後の1644年に、初の入植が行われた。その開拓者達はイギリス領コネチカット植民地から来ていたが、開拓者が地元インディアンから土地を購入した後に、ニューアムステルダムから特許状が発行されていた。この取引の様子はヘムステッド町役場の壁画に描かれており、それはヘムステッド・ビレッジ創設300周年を記念するポスターから再生されたものである。
1640年代やその後のオランダ語による文書では、町は常に「ヘームステーデ」（"Heemstede"）と呼ばれていた。ヘンプステッドに発行された最初の50通の特許状のうち幾つかはオランダ語であり、その町名はオランダの城あるいは町のヘームステーデから採られたことを示唆している。ヘームステーデはハールレムやアムステルダムの近くにある。しかし共同設立者のジョン・カーマンが出した町名を、役人がオランダ語化した可能性がある。カーマンは1606年にイングランドのハートフォードシャー、ヘメル・ヘムステッドで生まれであり、そこは13世紀以来カーマンの先祖が所有していた土地だった。
1664年、新しくニューヨーク植民地となったこの開拓地は、デュークス法を採用した。この法は多くの植民地の法が設定されることになる基本となった厳格な法体系である。ヘムステッドは「ブルー・ロー」（厳格な法律）を採用した結果として、しばらくの間「オールド・ブルー」と呼ばれるようになった。
アメリカ独立戦争のとき、町内南部のロイヤリストと北部のアメリカ同調者が分裂して、1784年にノースヘムステッドとサウスヘムステッドに分かれた。1898年ニューヨーク市の一部としてクイーンズ区が法人化され、1899年にはクイーンズ郡が分かれてナッソー郡が作られ、ヘムステッド町の南西部が町から分離してクイーンズ区の一部になった。
ヘムステッド生まれのリチャード・ヒューレットが、アメリカ独立戦争のときにオリバー・ド・ランシー将軍の下でイギリス軍の中佐を務めた。その後、ヒューレットが他のロイヤリストと共にアメリカを離れ、後にカナダとなる土地に新しく作られたニューブランズウィック植民地に入った。セントジョン川のロングアイランドに隣接するクイーンズ郡で、そこの開拓地がヘムステッドと名付けられた。

## 町政府と政治
町は監督官が指導している。監督官の任務は町政委員会の会合を主宰し、その律法と管理の機能を指示することである。また町の予算を策定し実行することも含まれている。過去の監督官には共和党員のアルフォンソ・ダマトがおり、後の1981年から1999年までニューヨーク州選出アメリカ合衆国上院議員を務めた。
1994年以前、監督官と共に首席監督官がおり、当時のナッソー郡政府である監督官会議に出席した。この会議にはノースヘムステッド町、オイスターベイ町、独立した市であるロングビーチ市（元はヘムステッド町の一部、1922年に別の自治体として法人化された）とグレンコーブ市（1917年にオイスターベイから分離した）の監督官たちとともに郡の政治を行った。通常、首席監督官は毎週ある郡監督官会議の議長を務める他、町の上級役人として働き、町の監督官が若く部下の位置づけにあった。首席監督官が空席になると、町の監督官が昇進することとなった。1970年代に首席になったラルフ・G・カソとフランシス・T・パーセルはどちらも後に郡執行役となり、アルフォンソ・ダマトも連邦上院議員になる前に首席になった。ヘムステッド町は郡内2市3町の中で最も人口が多かったので、首席監督官と監督官が居り、郡の監督官会議でも最も影響力を持った。しかし、1993年から1994年、連邦裁判所が監督官会議の構成を憲法で保障する一人一票の原則に違背しており、国内で成長している少数民族には代表権を与えてもいないと裁定した。この裁定の結果、監督官会議に代わって19人の議員による郡議会が作られた。グレゴリー・P・ピーターソンが最後の首席監督官となり、監督官会議共々その地位は廃止された。
町政委員会は、小選挙区から選ばれる6人の委員で構成されている。その主たる機能は年度予算を採択し、町の法と土地用途指定条例を採用、修正し、交通法を全て採用し、土地用途指定の変更と区分法の例外に関する請願を審問することである。
町政府で他に選挙で選ばれるのは、事務官と税の徴収官である。事務官は出産、結婚、死亡証明書の発行が任務であり、町の記録を保管する者と見なされている。

### 州と連邦への代表
ヘムステッドは連邦議会下院の第2および第4選挙区に属している。第2選挙区は町の南部と東部、第4選挙区は町の北部と西部である。
ニューヨーク州上院では第6から第9の4つの選挙区に一部が入っている。
ニューヨーク州下院では8つの選挙区に入っている。

### 郡議会への代表
郡議会では12の選挙区に全部あるいは一部が入っている。

### 政治
町政府は共和党が現在も支配しているが（共和党が出来て以来この勢力が維持されている）、州や連邦レベルの選挙では民主党員を選ぶようになってきた。大統領選挙で見ると、1996年のビル・クリントンは56%、2000年のアル・ゴアは58%、2004年のジョン・ケリーは53%を獲得した。民主党アメリカ合衆国上院議員チャック・シューマーは2004年の選挙を大差で制した。同じく民主党郡執行役トマス・スオジは2001年と2005年で勝利し、アメリカ合衆国下院議員のキャロリン・マッカーシーは過去数回の選挙で60%以上を獲得していた。

## 経済
「ニューズデイ」紙の調査に拠れば、ヘムステッド町は1,974人を雇用しており、ロングアイランドでは第47位の雇用主である。
ルフトハンザ航空とスイス インターナショナル エアラインズが、ヘムステッドのイーストメドウにアメリカ本社を置いている。スイスはユニオンデールのEABプラザにあるレックスコープ・プラザ776dアメリカ事務所を運営していた。スイス航空は2002年頃に、サフォーク郡メルビルのパインローン道路41から移転してきた。

## 地理

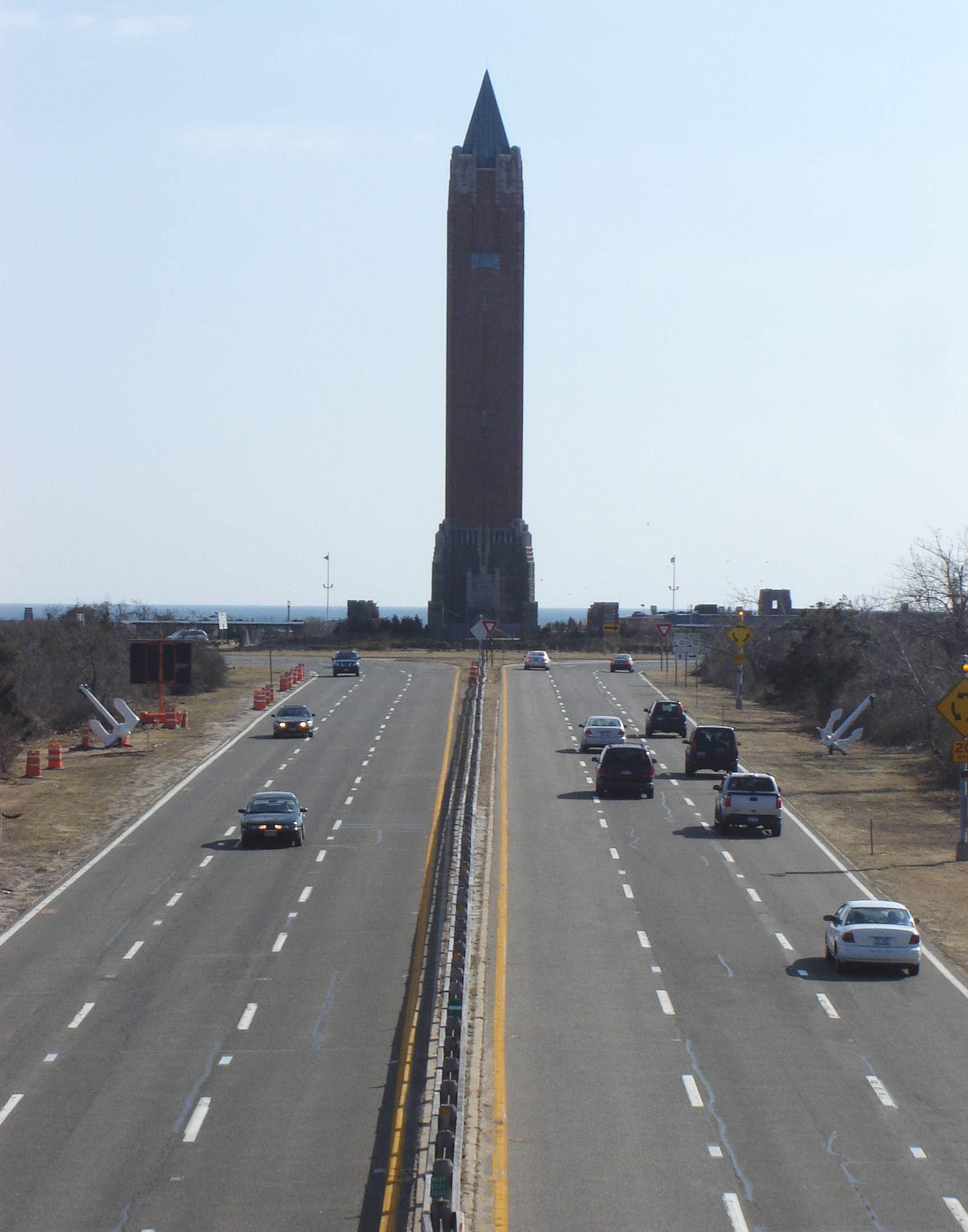
ジョーンズビーチに向かうワンタグ・パークウェイ。中央はジョーンズビーチ給水塔

アメリカ合衆国国勢調査局に拠れば、町域全面積は191.3平方マイル (495.5 km2)であり、このうち陸地120.0平方マイル (310.7 km2)、水域は71.4平方マイル (184.8 km2)で水域率は37.30%である。
町の西側境界はニューヨーク市クイーンズ郡との境界である。北側境界はロングアイランド鉄道本線に沿っており、ガーデンシティの旧カントリー道路に沿って東のワンタグ・パークウェイに向かう。東部境界は州道107号線の数百フィート西を並行している。南は大西洋であり、アトランティックビーチ、リド、ポイントルックアウト、ジョーンズビーチに近い。ロングアイランドでは西寄りにある。
アメリカ合衆国東海岸でも人気のあるビーチであるジョーンズビーチが町内にある。ロングアイランドの他地域やニューヨーク市からこのビーチを目指してくる。年間約600万人の観光客が訪れている。

### 町の中の小区分
ヘムステッド町の中には22の法人化された村と、37の未編入小集落がある。

#### 村
- アトランティックビーチ
- ベルローズ
- シーダーハースト
- イーストロッカウェイ
- フローラルパーク（ノースヘムステッドにも跨る）
- フリーポート
- ガーデンシティ（ノースヘムステッドにも跨る）
- ヘムステッド
- ヒューレットベイパーク
- ヒューレットハーバー
- ヒューレットネック
- アイランドパーク
- ローレンス
- リンブルック
- マルバーン
- ミネオラ（ノースヘムステッドにも跨る）
- ニューハイドパーク（ノースヘムステッドにも跨る）
- ロックビルセンター
- サウスフローラルパーク
- ステュワートマナー
- バレーストリーム
- ウッズバーグ

#### 小集落
- ボールドウィン
- ボールドウィンハーバー
- バーナムアイランド
- ベイパーク
- ベルローズテラス
- ベルモア
- ベスページ[12]（オイスターベイにも跨る）
- イーストアトランティックビーチ
- イーストガーデンシティ
- イーストメドウ
- エルモント
- フランクリンスクエア
- ガーデンシティサウス
- ハーバーアイル
- ヒューレット
- インウッド
- レイクビュー
- レビットタウン
- リドビーチ
- マルバーンパークオークス
- メリック
- ノースベルモア
- ノースリンブルック
- ノースメリック
- ノースバレーストリーム
- ノースワンタグ
- ノースウッドミア
- オーシャンサイド
- ポイントルックアウト
- ルーズベルト
- ソールズベリー（サウスウェストベリー）
- シーフォード
- サウスヘムステッド
- サウスバレーストリーム
- ユニオンデール
- ワンタグ
- ウェストヘムステッド
- ウッドミア

## 人口動態
以下は2010年国勢調査による人口統計データである。
| 基礎データ - 人口: 759,757 人 - 世帯数: 246,828 世帯 - 家族数: 193,513 家族 - 人口密度: 2,433.0人/km2（6,301.3 人/mi2） - 住居数: 252,286 軒 - 住居密度: 812.0軒/km2（2,103.0 軒/mi2） 人種別人口構成 - 白人: 59.9% - アフリカン・アメリカン: 16.5% - ネイティブ・アメリカン: 0.3% - アジア人: 5.2% - 太平洋諸島系: 0.03% - その他の人種: 4.5% - 混血: 2.2% - ヒスパニック・ラテン系: 17.4% 先祖別にみると、ポーランド系、ドイツ系、イタリア系、オーストラリア・ハンガリー系の人口が多い。 年齢別人口構成 - 18歳未満: 25.4% - 18-24歳: 7.8% - 25-44歳: 29.2% - 45-64歳: 23.4% - 65歳以上: 14.1% - 年齢の中央値: 38歳 - 性比（女性100人あたり男性の人口） - 総人口: 92.3 - 18歳以上: 88.2 | 世帯と家族（対世帯数） - 18歳未満の子供がいる: 36.5% - 結婚・同居している夫婦: 62.2% - 未婚・離婚・死別女性が世帯主: 12.3% - 非家族世帯: 21.6% - 単身世帯: 18.1% - 65歳以上の老人1人暮らし: 9.2% - 平均構成人数 - 世帯: 3.02人 - 家族: 3.41人 収入と家計（2007年データ） - 収入の中央値 - 世帯: 84,362米ドル - 家族: 96,080米ドル - 性別 - 男性: 50,818米ドル - 女性: 36,334米ドル - 人口1人あたり収入: 28,153米ドル - 貧困線以下 - 対人口: 5.8% - 対家族数: 4.0% - 18歳未満: 6.6% - 65歳以上: 5.7% |

## 州立公園
- ヘムステッド湖州立公園
- バレーストリーム州立公園
- ジョーンズビーチ州立公園